# Спринглејк (Тексас)
Спринглејк (енгл. Springlake) град је у америчкој савезној држави Тексас. По попису становништва из 2010. у њему је живело 108 становника.

## Демографија
Према попису становништва из 2010. у граду је живело 108 становника, што је 27 (20,0%) становника мање него 2000. године.
| Група             | 2000.      | 2010.      |
| Белци             | 89 (65,9%) | 80 (74,1%) |
| Афроамериканци    | 1 (0,7%)   | 2 (1,9%)   |
| Азијати           | 0 (0,0%)   | 0 (0,0%)   |
| Хиспаноамериканци | 45 (33,3%) | 25 (23,1%) |
| Укупно            | 135        | 108        |